# Crêches-sur-Saône
Crêches-sur-Saône – miejscowość i gmina we Francji, w regionie Burgundia-Franche-Comté, w departamencie Saona i Loara.
Według danych na rok 1990 gminę zamieszkiwało 2531 osób, a gęstość zaludnienia wynosiła 271 osób/km² (wśród 2044 gmin Burgundii Crêches-sur-Saône plasuje się na 77. miejscu pod względem liczby ludności, natomiast pod względem powierzchni na miejscu 969.).